# Schwedische Badminton-Mannschaftsmeisterschaft 2015/16
Titelträger der Schwedischen Badminton-Mannschaftsmeisterschaft 2015/16 im Badminton und damit schwedischer Mannschaftsmeister wurde der Klub Fyrisfjädern, der sich in den Play-offs durchsetzen konnte.

## Vorrunde
| Platz | Team                | Punkte | Spiele | G | U | V | Spielpunkte |   |    | Sätze |   |     | Bälle |   |      |
| ----- | ------------------- | ------ | ------ | - | - | - | ----------- | - | -- | ----- | - | --- | ----- | - | ---- |
| 1     | Fyrisfjädern        | 20     | 7      | 7 | 0 | 0 | 42          | - | 7  | 135   | - | 40  | 1763  | - | 1285 |
| 2     | Kista BMK           | 19     | 7      | 6 | 0 | 1 | 42          | - | 7  | 132   | - | 47  | 1805  | - | 1460 |
| 3     | Team Badminton Väst | 14     | 7      | 5 | 0 | 2 | 30          | - | 19 | 104   | - | 73  | 1663  | - | 1483 |
| 4     | Täby BMF            | 12     | 7      | 4 | 0 | 3 | 28          | - | 21 | 102   | - | 90  | 1777  | - | 1729 |
| 5     | Skogås BK           | 9      | 7      | 3 | 0 | 4 | 21          | - | 28 | 87    | - | 101 | 1677  | - | 1681 |
| 6     | Spårvägens BMF      | 6      | 7      | 2 | 0 | 5 | 17          | - | 32 | 68    | - | 107 | 1472  | - | 1656 |
| 7     | Västerås BMF        | 2      | 7      | 1 | 0 | 6 | 8           | - | 41 | 44    | - | 129 | 1296  | - | 1721 |
| 8     | Vårvinden BMK       | 2      | 7      | 0 | 0 | 7 | 8           | - | 41 | 45    | - | 130 | 1303  | - | 1741 |

## Play-offs

### Halbfinale
- Kista BMK – Täby BMF: 5-2, 4-2
- Fyrisfjädern – 	Team Badminton Väst: 6-1, 4-0

### Finale
- Fyrisfjädern – Kista BMK: 4-2